# Калор, Юлиан
Юлиан Калор (нидерл. Julian Calor; 27 января 1997 года, Горинхем, Нидерланды) — нидерландский футболист, играющий на позиции полузащитника. Ныне выступает за нидерландский клуб «Ахиллес ’29».

## Карьера
Калор — воспитанник «Витесса», пришёл в академию в 2015 году. Выступал за молодёжную команду, в общей сложности провёл за неё 31 встречу. С сезона 2016/17 привлекается к основному составу команды. 21 января 2017 года дебютировал в Эредивизи в поединке против «Гронингена», выйдя в основном составе и будучи заменённым на 77-й минуте Мо Османом.